# EBuch
Die eBuch eG wurde im Jahr 2000 als Zusammenschluss von zunächst 15 kleinen und mittleren Buchhandlungen gegründet. Sitz der Genossenschaft ist Heidelberg. Hinter der eBuch steht der genossenschaftliche Gedanke des Zusammenschlusses kleiner Betriebe zu einem nach außen hin auftretenden Marktteilnehmer in Form einer Einkaufsgenossenschaft.

## Geschichte
Die Genossenschaft gründete sich im Jahr 2000, als es innerhalb der EU Bestrebungen gab, die in mehreren Mitgliedsländern existierende Buchpreisbindung einzuschränken bzw. abzuschaffen. Ziel der 15 Gründer war es, die angeschlossenen Buchhandlungen für diesen Fall betriebswirtschaftlich zu rüsten. Mit dem Inkrafttreten des Buchpreisbindungsgesetzes entschärfte sich die Lage im September 2002.
Mittlerweile besteht die Genossenschaft aus über 800 Mitgliedern mit zusammen über 950 Buchhandlungen (Stand Dezember 2017) in Deutschland, Österreich, Italien und Spanien. Damit ist die eBuch der größte genossenschaftliche Verband im deutschen Buchhandel. Der Außenumsatz über das gemeinsame Zentrallager der Genossenschaft betrug 2017 ca. 120 Millionen Euro, der gesamte Außenumsatz aller Buchhandlungen ca. 200 Millionen Euro. Die Mitgliedsbuchhandlungen treten dem Endkunden gegenüber nicht als Kette auf. Es gibt z. B. kein Corporate Design im Ladenbau und auch kein Kernsortiment, das alle Mitgliedsbuchhandlungen führen (müssen).
2015 erfolgte durch die Mitglieder der Genossenschaft die Bestellung von Rechtsanwalt Peter Ehrlinger (Berlin) zum Preisbindungstreuhänder des Buchhandels. Dieser Treuhänder überwacht die Einhaltung der Buchpreisbindung und des lauteren Wettbewerbs.
Zum 1. Oktober 2022 hat eBuch sein Portfolio erweitert und das Fach- und Branchen-Magazin BuchMarkt übernommen.
Nach der Insolvenz des Harenberg Verlags ist eBuch seit Januar 2024 Dienstleister für den Spiegel bei der Erstellung und Vermarktung der Spiegel-Bestsellerlisten (Plakatversand, Vermarktung der Siegel, Datenlieferung etc.).

## Geschäftsmodell
Zentrales wirtschaftliches Standbein der Genossenschaft ist der Verkauf kumulierter und anonymisierter Verkaufsdaten der Mitgliedsbuchhandlungen an die Media Control. Dort tragen die Daten u. a. zum Branchenmonitor Buch und zum Erstellen der Bestsellerliste des FOCUS bei. Die Leistungen und Vergünstigungen für Mitglieder erstrecken sich von vergünstigten bibliographischen Hilfsmitteln (VLB) über Angebote im Technik- und Service-Bereich (Call-Center) bis zu verbilligten Verbrauchsmitteln. Von 2004 bis 2011 betrieb die Genossenschaft ein Zentrallager für die Mitgliedsbuchhandlungen, die mit dem Bezugsmodell ANABEL (Automatische-Nachführ-und-Bestelllogistik) arbeiten, beim Barsortiment Libri. Im Oktober 2011 erfolgte im Rahmen einer außerordentlichen Mitgliederversammlung auf der Frankfurter Buchmesse die Abtrennung des Zentrallagergeschäfts von der Genossenschaft. Das Zentrallager wird fortan von einer eBuch GmbH & Co KG betrieben und die eBuch eG wird die branchenpolititschen Interessen der Mitgliedsbuchhandlungen vertreten.
Zwischen Herbst 2014 und Frühjahr 2015 wurden die beiden Plattformen genialmobil und genialokal gestartet. Besonderes Kennzeichen ist jeweils, dass Kunden online die Bestände der Buchhandlungen einsehen und Titel sofort reservieren können.